# Човек који пузи
„Човек који пузи” (енгл. The Adventure of the Creeping Man) је једна од 56 приповедака о Шерлоку Холмсу које је написао Артур Конан Дојл и једна је од дванаест прича у циклусу сакупљеном као Архива Шерлока Холмса (1927). Први пут је објављена у британском часопису The Strand Magazine, као и америчком часопису Hearst's International у марту 1923. године.

## Радња
Тревор Бенет, лични секретар професора Презберија, долази код Шерлока Холмса са веома необичним проблемом. Он је верен је са професоровом ћерком Едит, а сам професор је верен са младом дамом Алис Морфи, иако он сам већ има 61 годину. Њихов предстојећи брак није изазвао скандал, али чини се да су невоље почеле отприлике у време веридбе. За почетак, професор је изненада отишао од куће на две недеље, а да никоме није рекао где иде, а његова породица је касније сазнала да је био у Прагу. По повратку, Презбери је без преседана забранио господину Бенету да отвара одређена печатирана писма. Професор је такође донео резбарену дрвену кутију из Прага и био је веома љут на Бенета кад ју је додирнуо.
Цело домаћинство такође примећује озбиљне промене у његовој личности: постао је прикривен и лукав, са променама у расположењу и навикама, од којих су неке прилично бизарне, иако не ометају његов посао. Бенет бележи посебно чудне инциденте: један, током ког је видео професора како на рукама и ногама пузи по кући, након чега га је опсовао; и други, коме је сведочила Едит, која је видела оца на прозору своје спаваће собе у два сата ујутру. Њена спаваћа соба се налази на другом спрату, а у башти нема дугих мердевина.
Даље, професоров иначе верни ирски вучји хрт је почео да га напада (Холмс примећује да се то дешава у интервалима од 9 дана), те су почели да га везују напољу.
Холмс и доктор Вотсон одлазе у универзитетски град Кемфорд да виде професора. Претварају се да имају заказани састанак, али професор прозре њихово лукавство и постаје бесан због упада. Бенет одвраћа професора од насиља, а Холмс и Вотсон одлазе. Холмс се поверава Вотсону да је видео да је професоров ум јасан и функционалан, упркос недавном понашању. Бенет говори Холмсу да је пронашао адресу пошиљаоца мистериозних писама. Адресат је човек по имену Дорак, што је средњеевропско име, које се уклапа у професорово тајно путовање у Праг. Холмс касније сазнаје од Мерсера, његовог „општег комуналног човека”, да је Дорак заиста старији Боем, који држи велику продавницу. Холмс испитује прозор Едитине спаваће собе, откривајући да је једини начин да се попне до њега уз помоћ пузавице, што би било неуобичајено за 61-годишњег мушкарца.
Холмс формира теорију да сваких 9 дана професор Презбери узима неку дрогу која изазива необично понашање, након што је постао зависник исте у Прагу, а снабдева га Дорак у Лондону. Холмс такође схвата, повезујући професорове дебеле и рожнате зглобове, његово чудно понашање, нападе пса и коришћење пузавице, да се професор понаша као мајмун.
Убрзо након спознаје, Холмс и Вотсон добијају прилику да из прве руке сведоче чудном понашању професора Презберија. Излази из куће, јурећи на све четири, пење се на пузавицу и мучи везаног пса. Пас успева да се ослободи и напада професора. Њих двојица, уз помоћ Бенета, одвајају пса од професора, који је тешко рањен. Вотсон и Бенет, који је такође лекар, брину о професоровим повредама.
Холмс затим испитује професорову малу дрвену кутију након што је добио кључ од онесвешћеног власника. Кутија садржи дрогу, како је Холмс и очекивао, али и писмо човека по имену Ловенштајн, надрилекара. Професор је тражио Ловенштајнове третмане за подмлађивање, због свог предстојећег брака са млађом женом. Ефекти дроге се објашњавају као последица њеног добијања од мајмуна. Обећавајући да ће сматрати Ловенштајна одговорним, Холмс размишља о последицама таквих дрога и одлази са Вотсоном.

## Коментари
Дејвид Стјуарт Дејвис, који је написао поговор за Архиву, коментарише да ова прича „скреће ка смешној научној фантастици”. Заиста, ова прича је мање научно могућа него што је то обично случај са писањем Конана Дојла. Ово је једна од четири приче за које се каже да су фалсификована „дела” у роману Николаса Мејера из 1974. Седмопроцентно решење (остале три приче су такође из Архиве Шерлока Холмса).
Проучавалац античке филозофије Џонатан Барнс пише о сусрету са овом причом у детињству и проналажењу да је „једно од најбогатијих и најнеобичнијих истраживања Холмсове дуге каријере – мишљење које нисам имао разлога да променим... Поново прегледана у одраслој доби, прича открива себе као киселу параболу о постојаности пожуде, језиву обраду питања које се поставља Фалстафу док се Дол Тиршит врпољи на коленима: 'Није ли чудно да жеља толико година надживи перформансе?'. Ипак, зачудо, остаје осећај да у наративу постоји нешто – скривено, потопљено – што читаоцу није дозвољено да схвати, али што чини извор њене моћи.”
Ловенштајнов развој „серума за подмлађивање” добијеног од мајмуна паралелан је са стварним третманима популаризованим почетком двадесетог века, посебно онима руског хирурга Сергеја Воронова, који је експериментисао са инјекцијама екстраката из животињских жлезда; двадесетих година двадесетог века популаризовао је трансплантацију ткива мајмунских тестиса у људе.

## Историја објављивања
Приповетка је објављена у британском часопису The Strand Magazine у марту 1923. године, као и у америчком часопису Hearst's International истог месеца. Прича је објављена са пет илустрација Хауарда К. Елкока у часопису The Strand, и са седам илустрација Фредерика Дора Стила у часопису Hearst's International. Уврштена је у збирку кратких прича Архива Шерлока Холмса, која је објављена у Уједињеном Краљевству и САД у јуну 1927. године.

## Адаптације

### Телевизија
Прича је драматизована 1991. као епизода серије Авантуре Шерлока Холмса, са Џеремијем Бретом као Холмсом и Едвардом Хардвиком као Вотсоном. Ова адаптација је релативно верна приповеци, али садржи подзаплет који укључује инспектора Лестрада који истражује крађу разних примата из лондонских зоолошких вртова; Холмс касније открива да су то извори из којих Дорак добија свој серум.
Епизода анимиране телевизијске серије Шерлок Холмс у 22. веку из 2001. адаптирана је из ове приче.

### Радио
Едит Мејзер је адаптирала ову приповетку као епизоду америчке радио-серије Авантуре Шерлока Холмса. Епизода је емитована 2. фебруара 1931. са Ричардом Гордоном у улози Шерлока Холмса и Лијем Ловелом као Вотсоном.
Мејзерова је такође адаптирала ову причу за америчку радио-серију Нове авантуре Шерлока Холмса као епизоду која је емитована 27. новембра 1939. (под насловом „Мистерија човека који пузи”). Још једна драматизација приче емитована је 9. јула 1943. године. У обе епизоде су били Бејзил Ратбон као Холмс и Најџел Брус као Вотсон. Нова адаптација приче емитована је 10. марта 1947. са Томом Конвејем као Холмсом и Брусом као Вотсоном.
Прича је такође драматизована за BBC Radio 4 током 1994. године од стране Роберта Фореста као део радио-серије из 1989–1998. у којој су глумили Клајв Мерисон као Холмс и Мајкл Вилијамс као Вотсон. Поред њих су се појавили Робин Елис као професор Презбери и Анабел Малион као Алис Марфи.
Године 2010, прича је адаптирана за радио као епизода Класичних авантура Шерлока Холмса, серије у америчкој радио-емисији Imagination Theatre, са Џоном Патриком Лоуријем као Холмсом и Лоренсом Албертом као Вотсоном.